# Papoila-dormideira
A papoila-dormideira ou dormideira (Papaver somniferum L.) é uma planta da família Papaveraceae. É nativa do mediterrâneo, mas está presente em várias outras regiões temperadas e subtropicais.
Têm sido identificadas algumas plantações em Portugal como no Alentejo e no Algarve na zona do Barrocal.[carece de fontes?]
É desta planta que se obtêm o ópio, a partir do qual se extrai várias substâncias opiáceas, como a morfina e a codeína, bem como as sementes de papoila, usadas como condimento.

## Galeria

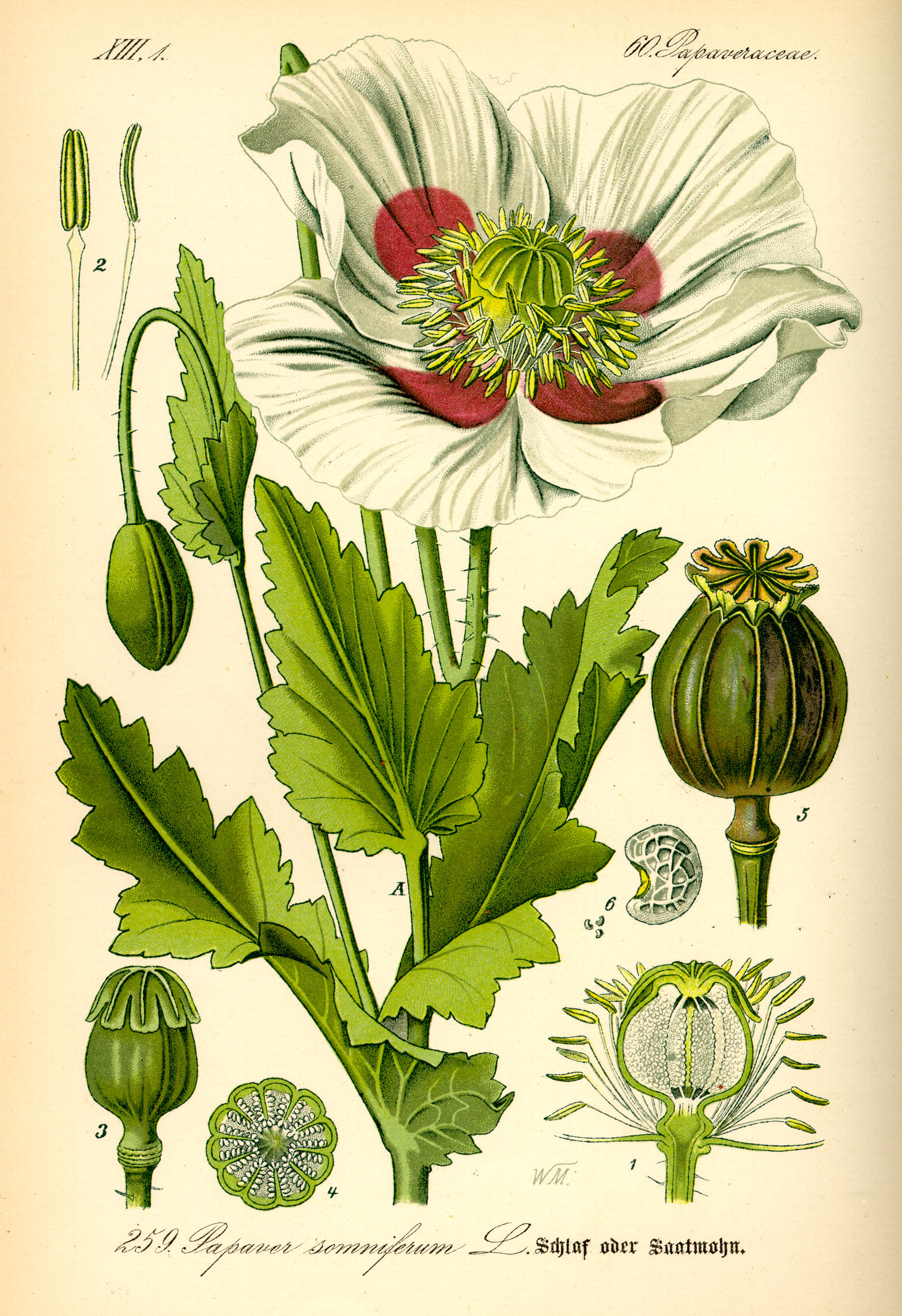
Papaver somniferum
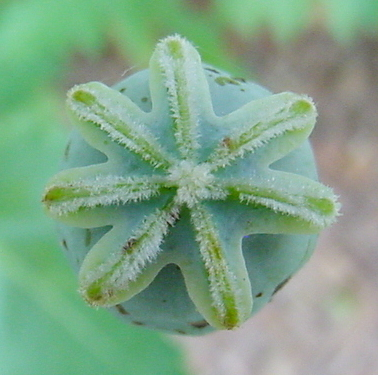
Vista superior